# Danh sách tòa nhà cao nhất Spokane

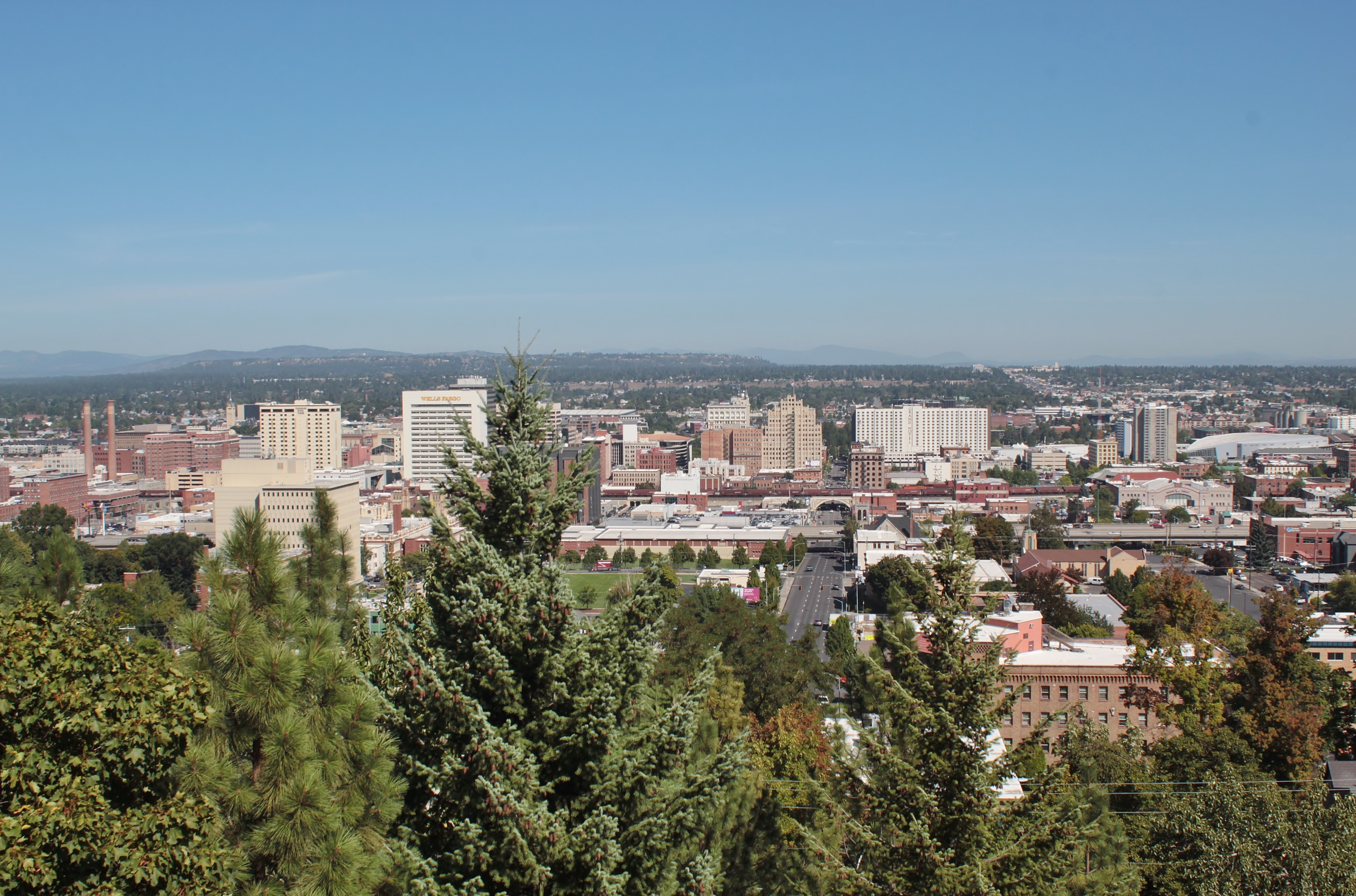
Đường chân trời khu Downtown Spokane nhìn từ South Hill

Thành phố Spokane nằm ở phía đông tiểu bang Washington và là trung tâm đô thị của vùng Inland Northwest Hoa Kỳ, với vai trò đầu mối thương mại và dịch vụ bán lẻ. Tính đến tháng 1 năm 2022, Spokane có 40 nhà cao tầng bên cạnh 134  nhà thấp tầng. Năm 1891 đánh dấu nhà cao tầng đầu tiên ở Spokane ngay sau Đại hỏa hoạn năm 1889 với việc hoàn thành tòa Review Building cao 146 foot (45 m) bằng gạch và đá rắn truyền thống. Thuật ngữ "nhà chọc trời" (skyscraper) cuối thế kỷ 19 thường được dùng để mô tả các tòa nhà có chiều cao tương đối khiêm tốn từ 10 đến 20 tầng với tường bằng khối xây, trái ngược với thời hiện đại ngày nay để chỉ các tòa nhà cao tầng hơn 40 hoặc 50 tầng có kết cấu khung kim loại. Sau khi khung thép được triển khai trong xây dựng cho phép tăng độ bền chịu lực nhiều tầng hơn, đầu thế kỷ 20 đã xuất hiện đáng kể các công trình áp dụng công nghệ này như Tòa nhà Ngân hàng Hoa Kỳ (U.S. Bank Building) (1910) và Tòa nhà Y tế và Nha khoa Paulsen (Paulsen Medical and Dental Building) (1929), cả hai đều cao nhất trong thành phố. Khi hoàn thành năm 1910, Tòa nhà Ngân hàng Hoa Kỳ còn là kiến trúc cao nhất bang Washington khi ấy. Hiện tại giữ kỷ lục được 41 năm, tòa nhà cao nhất Spokane là Trung tâm Tài chính Ngân hàng Hoa Kỳ (Bank of America Financial Center) cao 288 foot (88 m) hoàn thành năm 1981.

## Danh sách
Spokane có 24 nhà cao tầng ít nhất 145 foot (44 m) dựa trên phép đo độ cao tiêu chuẩn. Độ cao này tính bao gồm những ngọn tháp và các kiến trúc nhưng không kể đến các cột ăng ten. Tòa nhà cao tầng đầu tiên của Spokane là Review Building hoàn thành năm 1891 và giữ kỷ lục cao nhất khoảng 10 năm, hiện vẫn còn trong danh sách. Tòa nhà Ngân hàng Hoa Kỳ là tòa nhà cao nhất trong thành phố từ năm 1910 cho đến năm 1929 khi bị Tòa nhà Y tế và Nha khoa Paulsen vượt qua. Năm 1929-1981, Tòa nhà Y tế và Nha khoa Paulsen đứng đầu cho đến khi hoàn thành Trung tâm Tài chính Ngân hàng Hoa Kỳ.
| Hạng | Tên nguyên ngữ tiếng Anh                 | Hình ảnh                                 | Độ cao ft (m) | Tầng | Phân loại      | Hoàn thành | Tọa độ                                                 | Tk                         |
| ---- | ---------------------------------------- | ---------------------------------------- | ------------- | ---- | -------------- | ---------- | ------------------------------------------------------ | -------------------------- |
| 1    | Bank of America Financial Center         | Bank of America Financial Center         | 288 (88)      | 20   | Văn phòng      | 1981       | 47°39′27,2154″B 117°25′17,7234″T / 47,65°B 117,41667°T | [ 9 ] [ 10 ] [ 11 ] [ 12 ] |
| 2    | Wells Fargo Center                       | Wells Fargo Center                       | 243 (74)      | 18   | Văn phòng      | 1982       | 47°39′21,8514″B 117°25′17,688″T / 47,65°B 117,41667°T  | [ 11 ] [ 13 ] [ 14 ] [ b ] |
| 3    | Davenport Hotel Tower                    | Davenport Hotel Tower                    | 224 (68)      | 20   | Khách sạn      | 2007       | 47°39′22,608″B 117°25′21,9714″T / 47,65°B 117,41667°T  | [ 11 ] [ 15 ] [ 16 ]       |
| 4    | Paulsen Medical and Dental Building      | Paulsen Medical Center                   | 221 (67)      | 18   | Văn phòng      | 1929       | 47°39′27,7194″B 117°25′6,564″T / 47,65°B 117,41667°T   | [ 17 ] [ 18 ]              |
| 5    | US Bank Building                         | US Bank Building                         | 219 (67)      | 16   | Văn phòng      | 1910       | 47°39′29,8974″B 117°25′9,084″T / 47,65°B 117,41667°T   | [ 11 ] [ 19 ] [ 20 ] [ c ] |
| 6    | Washington Trust Financial Center        | Washington Trust Financial Center        | 212 (65)      | 16   | Văn phòng      | 1973       | 47°39′24,9114″B 117°25′22,1154″T / 47,65°B 117,41667°T | [ 21 ]                     |
| 7    | Chase Building                           | Chase Building                           | 205 (62)      | 15   | Văn phòng      | 1973       | 47°39′31,3086″B 117°25′17,7132″T / 47,65°B 117,41667°T | [ 11 ] [ 22 ]              |
| 8    | Davenport Grand Hotel                    | Davenport Grand Hotel                    | 195 (59)      | 16   | Khách sạn      | 2015       | 47°39′35,1354″B 117°25′1,416″T / 47,65°B 117,41667°T   | [ 24 ]                     |
| 8    | Cathedral Plaza                          | Cathedral Plaza                          | 195 (59)      | 15   | Nhà ở          | 1971       | 47°39′27,036″B 117°25′44,6514″T / 47,65°B 117,41667°T  | [ 11 ] [ 25 ]              |
| 8    | Riverfalls Tower                         | Riverfalls Tower                         | 195 (59)      | 15   | Nhà ở          | 1973       | 47°39′29,5554″B 117°25′51,5994″T / 47,65°B 117,41667°T | [ 11 ] [ 26 ]              |
| 11   | Park Tower                               | Park Tower                               | 190 (58)      | 20   | Nhà ở          | 1974       | 47°39′35,496″B 117°24′51,408″T / 47,65°B 117,4°T       | [ 11 ] [ 27 ]              |
| 12   | DoubleTree Hotel Spokane City Center     | DoubleTree Hotel Spokane City Center     | 182 (55)      | 14   | Khách sạn      | 1975       | 47°39′39,924″B 117°24′49,932″T / 47,65°B 117,4°T       | [ 28 ]                     |
| 12   | Sacred Heart Medical Center - Main Tower | Sacred Heart Medical Center - Main Tower | 182 (55)      | 14   | Bệnh viện      | 1971       | 47°38′56,796″B 117°24′46,872″T / 47,63333°B 117,4°T    | [ 29 ]                     |
| 14   | Cathedral of St. John the Evangelist     | Cathedral of St. John the Evangelist     | 180 (55)      | 1    | Cơ sở tôn giáo | 1961       | 47°38′42,2298″B 117°24′35,7006″T / 47,63333°B 117,4°T  | [ 30 ] [ e ]               |
| 15   | Parkade Plaza                            | Parkade Plaza                            | 173 (53)      | 11   | Nhà đỗ xe      | 1967       | 47°39′31,608″B 117°25′13,2594″T / 47,65°B 117,41667°T  | [ 31 ] [ 32 ] [ f ]        |
| 16   | Lilac Plaza                              | Lilac Plaza                              | 169 (52)      | 13   | Nhà ở          | 1972       | 47°43′15,7794″B 117°24′15,6954″T / 47,71667°B 117,4°T  | [ 33 ]                     |
| 17   | Cathedral of Our Lady of Lourdes         | Cathedral of Our Lady of Lourdes         | 164 (50)      | 1    | Cơ sở tôn giáo | 1908       | 47°39′29,2314″B 117°25′42,456″T / 47,65°B 117,41667°T  | [ 34 ] [ g ]               |
| 18   | Paulsen Building                         | Paulsen Building                         | 160 (49)      | 11   | Văn phòng      | 1911       | 47°39′27,684″B 117°25′8,7234″T / 47,65°B 117,41667°T   | [ 35 ] [ h ]               |
| 19   | Davenport Hotel                          | Davenport Hotel                          | 157 (48)      | 14   | Khách sạn      | 1914       | 47°39′24,768″B 117°25′28,0554″T / 47,65°B 117,41667°T  | [ 36 ] [ 37 ]              |
| 20   | Ridpath Club Apartments                  | Ridpath Hotel                            | 156 (48)      | 12   | Nhà ở          | 1952       | 47°39′24,84″B 117°25′13,152″T / 47,65°B 117,41667°T    | [ 38 ]                     |
| 21   | Centennial Hotel                         | Centennial Hotel                         | 156 (48)      | 12   | Khách sạn      | 1993       | 47°39′50,3634″B 117°25′0,4794″T / 47,65°B 117,41667°T  | [ 39 ]                     |
| 22   | Centennial Mills Flouring Mill           | Centennial Mills Flouring Mill           | 147 (45)      | 10   | Cơ sở sản xuất | 1940       | 47°39′46,224″B 117°22′33,9594″T / 47,65°B 117,36667°T  | [ 40 ]                     |
| 23   | Cooper George                            | Cooper George                            | 146 (45)      | 13   | Nhà ở          | 1952       | 47°39′3,888″B 117°25′20,7834″T / 47,65°B 117,41667°T   | [ 41 ]                     |
| 23   | Review Building                          | Review Building                          | 146 (45)      | 10   | Văn phòng      | 1891       | 47°39′27,36″B 117°25′33,636″T / 47,65°B 117,41667°T    | [ 42 ] [ 43 ] [ i ]        |

## Trong văn hóa đại chúng
Trong một tập của How I Met Your Mother, nhân vật chính kiến trúc sư Ted Mosby được sếp giao nhiệm vụ thiết kế tòa nhà chọc trời 78 tầng ở trung tâm Dow Spokane cho khách hàng. Khi đem trình bày, khách hàng đã chế nhạo và từ chối bản thiết kế cho tòa nhà có hình dáng kỳ quái.